# Notiobiella israeli
Notiobiella israeli is een insect uit de familie van de bruine gaasvliegen (Hemerobiidae), die tot de orde netvleugeligen (Neuroptera) behoort. 
Notiobiella israeli is voor het eerst wetenschappelijk beschreven door Alayo in 1968.